# Epitome Guelferbitana
Die sogenannte Epitome Guelferbitana (Wolfenbütteler Epitome; epitome = „Auszug“) ist eine unikal überlieferte und in Wolfenbüttel verwahrte Handschrift, die der lex Romana Visigothorum entnommen ist. Ihre Entstehung in Gallien wird in der zweiten Hälfte des 8. Jahrhunderts (zwischen 755 und 770 n. Chr.) angesetzt, fällt damit ins fränkische Zeitalter. Es wird davon ausgegangen, dass sie aus Nord- oder Ostfrankreich stammt, am wahrscheinlichsten ist Burgund. Sie umfasst sowohl germanische als auch römische Rechtsanteile. Geprägt ist das Werk von einem unverrückbaren Bekenntnis zum Katholizismus. Der Urheber wird von Detlef Liebs als Agambert bezeichnet.

## Überlieferung, Gestalt und Inhalt
Verwahrt wird die Epitome seit 1689/1690 in der Herzog August Bibliothek von Wolfenbüttel, vormals war sie im Kloster Weißenburg im Elsass beheimatet. Die Handschrift ist nicht allein ein Auszug aus der vorgenannten lex, sondern enthält zudem die älteste Fassung der spätantiken lex Salica. Diese eröffnet das Werklein auf der Rückseite des ersten Blattes. Angeschlossen daran sind ein Vertrag zweier Söhne des fränkischen Merowingerkönigs Chlodwig, Childebert I. und Chlothar I., und die gesamte Königsliste der Dynastie bis 751 n. Chr., ohne Erwähnung der Karolinger. Die Epitome Guelferbitana selbst beginnt mit der Rubrik des ersten Titels des Breviar-Auszugs aus dem Codex Theodosianus.
Zwar nicht ausdrücklich genannt, wurden in der Handschrift augenscheinlich aber auch die gaianischen Institutionen, die Kodizes Gregorianus und Hermogenianus sowie der Paulussentenzen verwertet, daneben noch Werkstoff aus dem responsum Papinians. Der Rechtsauszug besteht aus teils sehr kurzen – selbständig formulierten – Summen der Breviar-Stellen und ist bis auf den abschließenden Text Papinians vollständig erhalten. Es bestehen zahlreiche Querverweise, möglicherweise überlieferungsbedingt, wird der Epitome eine häufig achtlose Rechtschreibung attestiert. Den sechzehn Büchern des Codex Theodosianus folgen fünf Bücher des Breviars mit posttheodosianischen Novellen. Zudem besteht die Vermutung, dass die Epitome aus dem Rechtsunterricht hervorgegangen sein könnte und nicht der allgemeinen Verbreitung diente.
Inhaltlich sollen die Aussagen zumeist korrekt wiedergegeben sein, abgesehen von einzelnen Fehlern, die teils aber als sinnvolle Analogien Rechtssuchenden bedürfnisgerecht wurden. Agambert befasst sich mit diversen gesellschaftspolitischen Fragen, etwa der Rechtsstellung der Juden. Alle Juden waren als Römer anerkannt und unterstanden dem Schutz der Reichsjustiz, zudem sogar privilegiert durch eigene zivilrechtliche Schiedsgutachten, die seitens Rom anerkannt wurden. Andererseits unterstanden Juden massiven Repressionen. So waren Mischehen zwischen Christen und Juden – gleichsam Ehebruch – zu bestrafen, Christen, die zum Judentum konvertierten oder auch nur an religiösen Zeremonien teilnahmen, verloren ihr Vermögen. Amtsübernahmen zur Machtausübung gegenüber Christen war Juden verboten, auch durften keine neuen Synagogen gebaut werden (Ghettoisierung).
In kirchenrechtlicher Hinsicht galt gegenüber den ihres Amtes enthobenen Bischöfen der Grundsatz contra iustam sentenciam apellare non debere, sie durften vor keinem weltlichen Richter gegen ihre Entlassung vorgehen. Eingeschränkt wurde die garantierte Autonomie der innerkirchlichen Gerichtsbarkeit insgesamt.
Weiterhin wurden personen- und weitere schuldrechtliche Regelungen konkretisiert, etwa zum Freikauf von Sklaven, zur Handhabung von Dienstverträgen, zu treuhänderischen (Sicherungs-)Übereignungen von Kindern durch Hausväter, zum Zinsrecht, wenn Senatoren Kredite auskehrten und zum Fünfmännergericht (iudicium quinquevirale). Familienrechtlich wurden die Regelungen zur Übergabepflicht und zur Verweigerung der Rückforderung von Geschenken und Zuwendungen im Zusammenhang mit Verlobungen neu geregelt.
Auch das Privat- und Kriminalstrafrecht wurde an die Lebensbedingungen angepasst. Dazu gehören aber auch die folgenden Strafbestimmungen: die Androhung der Todesstrafe für Juden, die nicht-jüdische Sklaven erwarben und zu Proselyten machten, oder Strafbestimmungen zur Ausübung des Inzests.